# Classe Black Swan
Le corvette (in realtà sloop-of-war secondo la classificazione britannica) classe Black Swan ("cigno nero") erano navi britanniche progettate per compiti di scorta ai convogli in alto mare, ma sebbene assai lente, erano rispondenti anche a compiti di prima linea in virtù del potente armamento di artiglieria installato.

## Struttura
Le origini delle Black Swan vanno ricercate nella Enchantress del 1934, unità sperimentale dotata di una potenza di fuoco paragonabile a quella di un cacciatorpediniere di squadra, pur essendo essa una corvetta. La cosa impressionò molto e venne quindi progettata la classe Black Swan.
La struttura di queste navi, leggermente più grandi dei caccia di scorta della classe Hunt, era estremamente massiccia, con lo scafo corto calcolato su un coefficiente di finezza di appena 8:1, e le sovrastrutture raggruppate con le loro masse attorno alla parte centrale della nave.
Lo scafo era dotato di una struttura massiccia ma possedeva anche un alto bordo libero, che derivava dalla presenza di un ponte di castello esteso per 2 terzi dello scafo, molto maggiore che sugli Hunt. Le sovrastrutture comprendevano una plancia massiccia, un alto albero, molto robusto, e una tuga che sosteneva per intero l'armamento di artiglieria, concentrato soprattutto a prua.
L'apparato motore era basato su turbine a vapore su 2 assi. Per la potenza che esse offrivano, sarebbe stato possibile usare anche dei diesel: appena 3600 hp, un quinto degli Hunt, eppure la velocità massima arrivava a quasi 20 nodi. Questo spiega bene perché l'autonomia fosse 3 volte superiore, sia pure con una più bassa velocità di crociera.

## Armamento
L'armamento era dato da impianti binati Mk XIX per cannoni Mk XVI da 102mm Mk XVI, un'arma relativamente moderna per l'epoca che offriva buone capacità di fuoco contraereo, dal momento che essa possedeva una munizione di peso accettabile (28 kg, di cui 15 per il proiettile per il tipo contraereo, e 30 kg, 17 per il proiettile, nel modello semiperforante), con una cadenza di tiro di almeno 15 colpi per minuto, con 18 km di gittata, circa 10 km per il ruolo contraerei.
Il peso di ciascun impianto Mk XIX era di circa 16 tonnellate, l'alzo variava tra -10 e +80 gradi, ma la direzione, il caricamento e l'elevazione erano tutte manuali.
Solo in seguito alcuni affusti ebbero un motore di azionamento che comportava una velocità di circa 15 gradi al secondo. Naturalmente tutto questo rendeva l'efficacia dell'arma soggetta alla fatica dei serventi, specie nel tiro prolungato contraerei, ma anche così il rendimento era buono, certamente migliore dei corrispondenti impianti da 100 mm della Regia Marina, che tra l'altro non superavano i 10 colpi al minuto. Contrariamente al tipo Hunt, la disposizione era per 2 impianti sovrapposti a prua, entrambi sulla tuga prodiera, l'ultimo sulla tuga poppiera.
I cannoni contraerei vertevano su un impianto quadruplo Pom-pom della Vickers, a centro nave, con cannoni da 40/39mm e gittata utile di circa 2.500m. Altre armi leggere erano presenti, e in seguito sarebbero state potenziate da mitragliere calibro 20 mm.
Le tramogge dei lanciabombe di profondità erano come al solito a poppa, mentre non vi erano predisposizioni per mine, mentre non mancavano le apparecchiature di dragaggio mine, nonché i paramine.

## Servizio
Alle 13 navi della Black Swan originale si aggiunsero presto altre 24 della serie Black Swan modificata, con l'eliminazione delle apparecchiature di dragaggio, praticamente inutili nelle missioni in cui queste navi venivano impiegate, ovvero la scorta oceanica ai convogli, come anche missioni di caccia indipendente, specie contro unità corsare e sommergibili. Nel corso delle ostilità solo 5 navi vennero perse, ma la soluzione di raccogliere il più possibile le masse attorno al baricentro, tentando verosimilmente di ridurre i movimenti di rollio per non compromettere il puntamento verso l'alto, non ebbe influenza decisiva sulle prestazioni contraeree, in quanto 4 di queste unità andarono perdute per attacchi dall'aria.
Notevole fu il successo ottenuto con la classe Black Swan dal capitano Frederic John Walker nella lotta antisommergibile. In 14 mesi, le sette unità del Second Support Group affondarono 18 U-Boot.

### L'affondamento della Egrett
La Egrett era quasi certamente una nave di questa classe, e divenne parte della storia allorché, nel luglio 1943, essa venne inviata in una missione nel vitale Golfo di Biscaglia. Questo era un punto strategico, perché là vi era possibilità di importunare seriamente gli U-Boote che partivano dalla Francia occupata per le loro missioni atlantiche. Questo fatto generava continui scontri aerei e di superficie, tra le forze tedesche che tali movimenti cercavano di coprire, e quelle inglesi che tentavano di ostacolarli.
Ad un certo punto, i tedeschi cominciarono a immettere in servizio i missili antinave HS-293: si trattava di armi radioguidate basate su una bomba da 500 kg modificata per diventare un missile alato con superfici di governo, col quale i tedeschi potevano attaccare le navi avversarie senza esporsi troppo alla difesa contraerea, sempre più precisa con l'evolversi delle vicende belliche. L'attacco del 24 luglio non era il primo, ma esso divenne il più importante, perché i Dornier Do 217 lanciarono i missili con precisione. La Egrett non offriva un grande bersaglio vista dall'alto, ma almeno un colpo la centrò in pieno, come anche il cacciatorpediniere canadese Athabaskan della classe Tribal; ma nel caso della corvetta le fiamme scatenate raggiunsero il deposito munizioni e la piccola nave esplose in fiamme e così i missili antinave ottennero il primo successo della loro storia.

### Fino alla fine delle ostilità e oltre
Le corvette di questa classe, così versatili e valide, durante la guerra ebbero una serie di aggiornamenti, vertenti in installazioni di radar e radiogoniometri sempre più sofisticati, come anche i sonar e le prime primitive apparecchiature per generare rumore, in modo da ingannare le teste di ricerca dei nuovi siluri tedeschi, denominati Falke (il primo tipo) e Zaunkönig (il secondo) che seguivano il rumore dei propulsori del bersaglio.; i primi disturbatori erano gabbioni di metallo con dentro barre lasciate a muoversi liberamente, trainate ad una certa distanza, ma presto venne sperimentato un bidone rimorchiato con un emettitore di suoni denominato Foxer, usato per esempio dalla HMS Kite (U 87) di scorta al convoglio JW-59, durante la caccia ad un U-Boot il 20 agosto 1944 alle coordinate 73°01'N, 03°57'E; questo però aveva anche l'effetto di disturbare i sensori acustici della scorta e di rivelare la presenza del convoglio a lunga distanza.
Il lanciabombe Hedgehog (porcospino) venne installato per poter ingaggiare bersagli subacquei, senza prima perdere il contatto al momento di passarci sopra con lo scafo, con la successiva "semina" di bombe da poppa e lati. Esso si dimostrò molto efficace. Le cariche di profondità arrivarono ad oltre 100 unità.
Dopo la guerra molte navi vennero tenute in servizio per diversi anni; l'Amethyst venne coinvolta nella guerra civile cinese nel corso del cosiddetto "Incidente del Fiume Azzurro" nel 1949.